# Nortorf
Nortorf är en stad i Kreis Rendsburg-Eckernförde i förbundslandet Schleswig-Holstein i Tyskland.
Staden ingår i kommunalförbundet Amt Nortorfer Land tillsammans med ytterligare 16 kommuner.